# Charles Van Riper
Charles Gage Van Riper (* 1. Dezember 1905 im Champion Township, Marquette County, Michigan; † 25. September 1994 in Kalamazoo)  war ein amerikanischer Sprachtherapeut und gilt als der Begründer der amerikanischen Logopädie. Er war einer der berühmtesten Experten auf dem Gebiet des Stotterns und hat die Therapielandschaft nachhaltig geprägt.

## Leben
Charles Van Riper, bekannt in seiner Familie als „Cully“, war der Sohn des Physikers „Dr. Van“. Seit seinem zweiten Lebensjahr stotternd, wurde er an der Universität von Iowa Schüler von Lee Edward Travis, der zusammen mit Samuel Torrey Orton die Lateralisierungshypothese des Stotterns aufstellte. Im Jahr 1936 wurde Van Riper an der Western Michigan University in Kalamazoo angestellt, um Sprachtherapie zu unterrichten. Hier gründete er auch eine Klinik und blieb bis zu seinem Ausscheiden 1976 dort. Die heute sehr verbreitete Therapieform der Stottermodifikation (auch Nicht-Vermeidungsansatz oder Van-Riper-Therapie genannt) mit den vier Therapiephasen Identifikation, Desensibilisierung, Modifikation und Stabilisierung sowie den Sprechtechniken Pull-Out, Preparatory Set und Cancellation wurde von Van Riper entwickelt. In Deutschland wurde die Verbreitung des Therapieansatzes mit der Veröffentlichung des von Andreas Starke übersetzten zweiten Teils von The Treatment of Stuttering durch die Bundesvereinigung Stottern & Selbsthilfe stark gefördert. Van Riper starb nach einer langen Krankheit am 25. September 1994 in seinem Haus in Kalamazoo.

## Werke
Van Riper veröffentlichte zahlreiche wissenschaftliche Aufsätze und Bücher. Zu den wichtigsten gehören:
- Speech Correction: Principles and Methods (1939)
- The Nature of Stuttering (1971)
- The Treatment of Stuttering (1973)

## Weiterführende Literatur
- American Speech and Hearing Association: The Journal of Speech and Hearing Disorders. Band 22. Hrsg. von der American Speech and Hearing Association, Danville, Ill., 1957, S. 135.
- Hans W. Hörmann (Hrsg.): Zur Stottertherapie nach Charles Van Riper (= Edition Marhold. Band 8). Wissenschaftsverlag Volker Spiess GmbH, Berlin 1997, ISBN 978-3-89166-103-1.